# Active Cavity Radiometer Irradiance Monitor Satellite

Dispiegamento del satellite

L'Active Cavity Radiometer Irradiance Monitor Satellite (abbreviato con ACRIMSAT) è un satellite artificiale per l'osservazione terrestre sviluppato dalla NASA come parte del programma Earth Observing System.  Il satellite venne lanciato il 20 dicembre 1999 dalla Vandenberg Air Force Base con un razzo Taurus che posizionò il razzo in una orbita sincrona rispetto al Sole per poter effettuare degli studi di lunga durata sull'irraggiamento solare.
ACRIMSAT porta a bordo lo strumento ACRIM III, uno strumento nato per effettuare delle misurazioni di precisione sull'irraggiamento solare tra il 2000 e il 2005. Questo strumento ha continuato gli studi iniziati dal Solar Max (1980-1989) e dal Upper Atmosphere Research Satellite (1991-).  ACRIMSAT misurò il transito di Venere nel 2004 e determinò che il transito aveva ridotto l'intensità della luce solare del 0.1%.
Richard C. Wilson della Columbia University è stato il progettista capo della missione.  Il satellite venne costruito dalla Orbital Sciences Corporation con una spesa di 50 milioni di dollari e per una massa complessiva di 115 kg (al lancio).
Il contatto con satellite è stato perso il 13 dicembre 2013.